# NGC 5922
NGC 5922 is een dubbelster in het sterrenbeeld Ossenhoeder. Het object werd op 9 april 1787 ontdekt door de Duits-Britse astronoom William Herschel.